# Alex Iwobi
Alexander Chuka Iwobi (Lagos, Nigeria, 3 de maig de 1996), conegut com a Alex Iwobi, és un futbolista nigerià que juga com a davanter o migcampista. Actualment juga a l'Everton F. C. de la Premier League. També és internacional amb Nigèria.

## Infantesa
Alexander Chuka "Alex" va néixer el 3 de maig de 1996 a Lagos, Nigèria, fill del Sr. i la Sra. Chuba Iwobi.
Als 2 anys, la seva família es va traslladar a Turquia per unir-se amb el seu oncle, que és l'exjugador nigerià Jay-Jay Okocha. Jay-Jay Okocha jugava a Fenerbache.
El 2002, quan Alexander Chuka tenia 4 anys, la seva família va portar Iwobi a Londres després que el seu oncle s'hi tràsllades per jugar amb el Bolton Wanderers.

## Juventud
Es va criar en una finca de l'est de Londres a prop de Bolton Wanderers. A Anglaterra va començar jugant a futbol amb els seus amics a camps propers a casa seva.

## Família
El seu pare va ser un futbolista que va abandonar la seva carrera de futbol, mal pagada, per poder cuidar a la seva família i així assegura-li un futur.
La mare també és d'origen nigerià. És germana Jay-Jay Okocha.
Alex Iwobi està molt unit a la seva germana, Marie.

## Trajectòria
Alex Iwobi es va unir a l'Arsenal F.C., quan encara anava a la primària, i va signar un nou contracte a llarg termini l'octubre de 2015.
El 27 d'octubre del 2015 va fer el seu debut oficial amb el club, el van derrotar per 3-0 davant el Sheffield Wednesday en un partit vàlid per la Copa de la LLiga. Ja havia jugat amb el Arsenal F. C, però ho havia fet les categories inferiors.
Al 2019 va marxar de l'Arsenal F. C. per jugar al Everton F. C., dirigit per Frank Lampard

## Selecció Nacional
Després de jugar amb les inferiors d'Anglaterra va acceptar jugar amb la selecció de Nigèria per tenir un rol més important dins l'equip. El 8 d'octubre de l'any 2015 va fer el seu debut davant la selecció del Congo.

## Estadístiques Nacionals
| Competició                    | Categoría | Sed     | Resultats        | Partits | Gols |
| Copa Mundial FIFA 2018        | Absoluta  | Rusia   | Primera fase     | 3       | 0    |
| Copa africana de nacions 2019 | Absoluta  | Egipte  | Tercer lloc      | 7       | 1    |
| Copa Africana de nacions 2021 | Absoluta  | Camerún | Vuitens de final | 4       | 0    |

## Estil de joc
L'estil de joc d'Alex Iwobi ha tingut dues fases. En la primera era un extrem ràpid i que regatejava. Actualment, és un jugador que tot i que encara regateja fa també funcions més defensives com per exemple de lateral, d'interior o de pivot.

## Estadístiques
| Club          | Club          | Div.          | Div.          | Temporada     | Temporada     | LLiga | LLiga | LLiga | Copas nacionals | Copas nacionals | Copas nacionals | tornejos internacionals | tornejos internacionals | tornejos internacionals | total | total | total | mitja golejadora | mitja golejadora | mitja golejadora |
| Club          | Club          | Div.          | Div.          | Temporada     | Temporada     | P     | G     | A     | P               | G               | A               | P                       | G                       | A                       | P     | G     | A     | mitja golejadora | mitja golejadora | mitja golejadora |
| Arsenal F. C. | Arsenal F. C. | 1.ª           | 1.ª           | 2015-16       | 2015-16       | 13    | 2     | 2     | 6               | 0               | 1               | 2                       | 0                       | 0                       | 21    | 2     | 3     | 0.1              | 0.1              | 0.1              |
| Arsenal F. C. | Arsenal F. C. | 1.ª           | 1.ª           | 2016-17       | 2016-17       | 26    | 3     | 3     | 5               | 0               | 2               | 7                       | 1                       | 1                       | 38    | 4     | 6     | 0.11             | 0.11             | 0.11             |
| Arsenal F. C. | Arsenal F. C. | 1.ª           | 1.ª           | 2017-18       | 2017-18       | 26    | 3     | 5     | 7               | 0               | 0               | 6                       | 0                       | 2                       | 39    | 3     | 7     | 0.08             | 0.08             | 0.08             |
| Arsenal F. C. | Arsenal F. C. | 1.ª           | 1.ª           | 2018-19       | 2018-19       | 35    | 3     | 6     | 5               | 1               | 0               | 11                      | 2                       | 2                       | 51    | 6     | 8     | 0.12             | 0.12             | 0.12             |
| Arsenal F. C. | Arsenal F. C. | Total Club    | Total Club    | Total Club    | Total Club    | 100   | 11    | 16    | 23              | 1               | 3               | 26                      | 3                       | 5                       | 149   | 15    | 24    | 0.1              | 0.1              | 0.1              |
| Everton F.C   | Everton F.C   | 1.ª           | 1.ª           | 2019-20       | 2019-20       | 25    | 1     | 0     | 4               | 1               | 1               |                         |                         |                         | 29    | 2     | 1     | 0.07             | 0.07             | 0.07             |
| Everton F.C   | Everton F.C   | 1.ª           | 1.ª           | 2020-21       | 2020-21       | 30    | 1     | 2     | 6               | 1               | 1               | 36                      | 2                       | 3                       |       |       |       |                  |                  |                  |
| Everton F.C   | Everton F.C   | 1.ª           | 1.ª           | 2021-22       | 2021-22       | 28    | 2     | 2     | 4               | 1               | 0               | 32                      | 3                       | 2                       |       |       |       |                  |                  |                  |
| Everton F.C   | Everton F.C   | 1.ª           | 1.ª           | 2022-23       | 2022-23       | 9     | 1     | 3     | 1               | 0               | 1               | 10                      | 1                       | 4                       | 0.1   | 0.1   | 0.1   |                  |                  |                  |
| Everton F.C   | Everton F.C   | Total club    | Total club    | Total club    | Total club    | 92    | 5     | 7     | 15              | 3               | 3               | 0                       | 0                       | 0                       | 107   | 8     | 10    | 0.07             | 0.07             | 0.07             |
| Total carrera | Total carrera | Total carrera | Total carrera | Total carrera | Total carrera | 192   | 16    | 23    | 38              | 4               | 6               | 26                      | 3                       | 5                       | 256   | 23    | 34    | 0.09             | 0.09             | 0.09             |

## Palmarès
| Títol            | Club          | País       | Any  |
| Community Shield | Arsenal F. C. | Anglaterra | 2015 |
| FA Cup           | Arsenal F. C. | Anglaterra | 2017 |
| Community Shield | Arsenal F. C. | Anglaterra | 2017 |